# Плімут (Іллінойс)
Плімут (англ. Plymouth) — селище (англ. village) в США, в окрузі Генкок штату Іллінойс. Населення — 436 осіб (2020).

## Географія
Плімут розташований за координатами 40°17′32″ пн. ш. 90°54′59″ зх. д. / 40.29222° пн. ш. 90.91639° зх. д. (40.292121, -90.916303).  За даними Бюро перепису населення США в 2010 році селище мало площу 1,45 км², уся площа — суходіл.

## Демографія
Згідно з переписом 2010 року, у селищі мешкало 505 осіб у 207 домогосподарствах у складі 130 родин. Густота населення становила 348 осіб/км².  Було 248 помешкань (171/км²).
Расовий склад населення:
| - 100,0 % — білих |

До двох чи більше рас належало 0,0 %. Частка іспаномовних становила 0,2 % від усіх жителів.
За віковим діапазоном населення розподілялося таким чином: 25,0 % — особи молодші 18 років, 58,2 % — особи у віці 18—64 років, 16,8 % — особи у віці 65 років та старші. Медіана віку мешканця становила 39,6 року. На 100 осіб жіночої статі у селищі припадало 91,3 чоловіків;  на 100 жінок у віці від 18 років та старших — 89,5 чоловіків також старших 18 років.
Середній дохід на одне домашнє господарство  становив 41 983 долари США (медіана — 38 173), а середній дохід на одну сім'ю — 43 865 доларів (медіана — 37 917). За межею бідності перебувало 13,4 % осіб, у тому числі 18,6 % дітей у віці до 18 років та 19,7 % осіб у віці 65 років та старших.
Цивільне працевлаштоване населення становило 198 осіб. Основні галузі зайнятості: освіта, охорона здоров'я та соціальна допомога — 27,3 %, транспорт — 14,1 %, будівництво — 12,1 %, роздрібна торгівля — 11,1 %.